# Lex Fridman
Alexey Alexandrovich Fridman (nacido el 15 de agosto de 1983) ( /'lɛks 'friːdmæn/ ; FREED-man ) es un informático ucraniano-estadounidense, investigador del tema de inteligencia artificial y presentador de podcasts que trabaja y enseña en el Instituto de Tecnología de Massachusetts (MIT). Fuera de la academia, Fridman es más conocido por su serie de podcasts y videos de YouTube donde entrevista a una amplia variedad de invitados, incluidos científicos, matemáticos, historiadores, comentaristas políticos, autores, filósofos, economistas y artistas.

## Etapa temprana
Fridman nació el 15 de agosto de 1983 en Chkálovsk, óblast de Leninabad, RSS de Tayikistán (hoy Tayikistán). Es descendiente de judíos ucranianos, ya que su padre es judío y nació en Kiev, mientras su madre nació en Járkov. Su abuela nació y se crio en Járkov y su abuelo combatió en el Ejército Rojo en Ucrania contra los nazis durante la Segunda Guerra Mundial.
Poco después de la disolución de la Unión Soviética, en 1994, junto a sus padres y su hermano Grigori (Gregory) se trasladó desde Moscú a Chicago. Su padre, Aleksandr Fridman, es físico de plasma, así como profesor de la cátedra John A. Nyheim y director del Instituto de Plasma CJ Nyheim en la Facultad de Ingeniería de la Universidad Drexel, con un doctorado del Instituto de Física y Tecnología de Moscú.
Fridman fue a la escuela secundaria en el suburbio de Chicago de Naperville, Illinois y se graduó de la escuela preparatoria Neuqua Valley en 2001. Después obtuvo una licenciatura y una maestría en informática de la Universidad Drexel en 2010 y completó su doctorado en ingeniería eléctrica e informática de la misma universidad en 2014. Su tesis doctoral, completada bajo la asesoría del educador en ingeniería Moshe Kam, buscó "investigar el problema de la autenticación activa en computadoras de escritorio y dispositivos móviles".

## Carrera profesional
La carrera de Fridman comenzó en Google, trabajando en aprendizaje automático.
Fridman es científico investigador y profesor en el MIT.  Su trabajo en el MIT involucra investigación sobre inteligencia artificial centrada en el ser humano, investigación de vehículos autónomos, aprendizaje profundo y robótica personal. En 2017, Fridman trabajó en visión artificial, aprendizaje profundo y algoritmos de planificación para vehículos semiautónomos.

### Podcast de Lex Fridman
Iniciado en 2018, Lex Fridman Podcast (originalmente titulado Artificial Intelligence Podcast ) analiza "inteligencia artificial, ciencia, tecnología, historia, filosofía y la naturaleza de la inteligencia, la conciencia, el amor y el poder". Los invitados han incluido a Elon Musk, Joe Rogan, Jack Dorsey, Ray Dalio, Mark Zuckerberg, Jeff Bezos, Volodímir Zelenski y Jimmy Wales. 
En la tercera entrevista de Fridman con Elon Musk discutió las opiniones de Musk sobre la exploración espacial y las criptomonedas.

## Vida personal
Fridman ha entrenado jiu jitsu brasileño durante años y es cinturón negro de primer grado bajo el cinturón negro de sexto grado Phil Migliarese III de Balance Studios en Filadelfia. Ha participado en varias competencias de grappling, incluido un combate de la Professional Grappling League contra el luchador de sumisión y medallista de la ADCC Garry Tonon en 2013.
Fridman también tiene interés en la música y toca la guitarra y el piano .